# Тот Амон
Тот Амон — персонаж рассказов американского писателя-фантаста Роберта Говарда. Впервые появился в качестве действующего лица в самом первом рассказе о приключениях Конана «Феникс на мече». Писателями, продолжившими сагу о Конане, Тот Амон был превращён в главного врага Конана, несмотря на то, что эти два персонажа в произведениях Говарда никогда не встречались и знали друг друга только понаслышке.

## Создание и образ персонажа
Тот Амон в произведениях Говарда является колдуном из Стигии, вымышленного эквивалента Древнего Египта, занимая сан жреца бога Сета. Как и большинство других имён собственных, имена персонажей-стигийцев даны Говардом по принадлежности к египетским именам. Имя злодея Тот-Амона не является исключением, оно представляет собой слияние имён древнеегипетских богов Тота и Амона, так же как, например, имя Тутанхамон. Самого Тот-Амона Говард вводит как действующее лицо лишь в одном рассказе — «Феникс на мече». В трёх других рассказах Говарда — «Бог из чаши», «Час дракона» и «Хозяин кольца» — он лишь упоминается. Последователи и продолжатели творчества Роберта Говарда, такие как Лин Картер и Леон Спрэг де Камп, в своих собственных рассказах и доработках незаконченных произведений Говарда сделали Тот-Амона заклятым врагом Конана, однако Тот-Амон и Конан лично друг с другом не были знакомы, хотя колдун и покушался на его жизнь через слугу-демона в рассказе «Феникс на мече».

## Литературные произведения

### Произведения Роберта Говарда
- Феникс на мече, год публикации — 1932. Первая история, написанная Робертом Говардом о Конане, и единственная, в которой Тот Амон является действующим лицом.
- Бог из чаши — первая публикация состоялась в 1952 году, уже после смерти Говарда. Тот Амон упоминается в качестве противника Калантеса — жреца бога Ибиса — и строит тому козни.
- Час дракона, год публикации — 1935. Тот Амон лишь упоминается в диалогах и размышлениях героев.
- Хозяин кольца
- Шествующий из Вальхаллы

### Произведения Роберта Джорждана
- «Рог Дагота» (новеллизация фильма «Конан-Разрушитель». В книге был переименован в Амон-Раму.)

### Произведения других авторов
- Кольцо Сэта, 1977 год. Автор — Ричард Тирни.
- Age of Conan: Dawn of the Ice Bear, 2006 год. Автор — Jeff Mariotte.